# 韦西梅
韦西梅（義大利語：Vesime），是意大利阿斯蒂省的一个市镇。总面积13.44平方公里，人口672人，人口密度50.0人/平方公里（2009年）。ISTAT代码为005113。